# Dominikanske Republiks flag
Den Dominikanske Republiks flag har været i officiel brug som national- og statsflag i Den Dominikanske Republik siden 6. november 1844. Flaget blev designet af Juan Pablo Duarte, lederen af den dominikanske frihedsbevægelse La Trinitaria, der befriede landet fra haitiansk styre i 1844. Den Dominikanske Republik havde været besat af Haiti i årene 1820-1844.

## Andre flag
|                       |
| Rafael Trujillos flag |

|             |
| Hærens flag |

|              |
| Flådens flag |

|                |
| Marinaens flag |

|                   |
| Flyvevåbnets flag |

|                |
| Politiets flag |

|                  |
| Højesterets flag |

## Galleri
- Dominikanere i New York under en dominikansk parade med flag.
- Dominikanske flag ved National Pantheon i Den Dominikanske Republik.
- Dominikanske protester under Den Dominikanske Republiks protester i 2020 på flagpladsen i Santo Domingo.
- Den dominikanske hær marcherer på den dominikanske uafhængighedsdag med flag.
- Studerende med det dominikanske flag fra 1844.
- New York City Police Department holder det dominikanske flag ved Dominican Day Parade.
- Dominikanere med flag i Hermanas Mirabal-provinsen.

## Ekstern henvisning
- Politikens flagbog – 300 nationale og internationale flag ISBN 87-567-6303-4

- Wikimedia Commons har flere filer relateret til Dominikanske Republiks flag

| Flag | Spire Denne artikel om flag eller vexillologi er en spire som bør udbygges. Du er velkommen til at hjælpe Wikipedia ved at udvide den. |